# Motohiko Odani
Motohiko Odani, född 1972 i Kyoto, är en japansk fotograf och konstnär.
Odani studerade 1995-1997 vid Tokyo National University of Art and Music. 

Se graduó en en la Universidad Nacional de Arte y Música de Japón y ha ganado múltiples premios por su talento e imaginación. Al comenzar a crear esculturas necesitaba expresarse rompiendo con el tradicional método creativo de las esculturas. Se centro en lo elusivo y lo intangible desarrollando un arte repleto de vacío que parece desparecer en el aire. Ha sido protagonista de diferentes muestras como la 50º Bienal de Venecia y la 5ª Bienal de Lyon, entre otras. 

## Fuentes
- Moderna museet